# Jasen, Ilirska Bistrica
Jasen je naselje v Občini Ilirska Bistrica. Naselje se nahaja pod pobočjem Ahca (799 m), ob reki Reki (Vjlki wadi). Na Jasenski pili (del naselja) se nahaja močnejši izvir potoka, ki je včasih gnal mlin in žago. Opustili so jih že pred sto leti. Na vrhu Ahca so ruševine nekdanje cerkve.
V Jasenu se ukvarjajo s pridelovanjem vina, vendar pa obrt ni preveč razvita. Do 19. stoletja je vinograde imela v lasti zemljiška gospoda. Šele v 19. stoletju je takratna avstrijska oblast začela spodbujati in financirati vinogradništvo. Kmetje so v kraju posadili nekaj vinskih trt, ki Jasen krasijo še danes. Kmetje pa se z njimi ukvarjajo bolj zaradi osebnega užitka kot zaradi zaslužka.
V Jasenu je tudi nekaj objektov, ki prikazujejo, na kakšen način so v preteklosti zajemali pitno vodo. Eden izmed objektov je st'dj'nc (studenec), ki v notranjosti še vedno nudi čisto vodo. Nad objektom teče studenec. Objekt je zgrajen v obliki manjše kamnite hišice, na vrhu odprtine pa je še vedno razvidna letnica izdelave; 1847.
Vas krasi tudi manjši muzej, v katerem so razni predmeti iz preteklosti, npr. cepci, brusi, obračalke sena, posode za prenašanje vina, starinske kuhinjske omare, mj'ndrg (miza za gnetenje krušnega testa), šivalni stroji, gramofoni, stare knjige, časopisni izrezki, fotografije in še mnogo več. 
Vaščani so bili vedno glasbeno dejavni in so že leta 1930 ustanovili godbo na pihala. Godba je prenehala delovati leta 1938, saj je mobilizacija v italijansko vojsko zdesetkala tudi Jasen. Sedaj v Jasenu deluje skupina muzikantov Kerglci spod Ahca. Sestavljajo jo starejši vaščani, ki igrajo na kmečka orodja; igrajo na harmoniko, škaf bas, grablje, lončeni bajs. V Jasenu je nastal tudi ansambel Osminka, klasični narodno-zabavni kvintet. 